# Чатануга
Чатануга (енгл. Chattanooga) град је у америчкој савезној држави Тенеси.

## Демографија
По попису из 2010. године број становника је 167.674, што је 12.12 (7,8%) становника више него 2000. године.
|                   | 2010.            | 2000.            |
| Укупно            | 167 674 (100,0%) | 155 554 (100,0%) |
| Белци             | 93 698 (55,88%)  | 91 582 (58,87%)  |
| Афроамериканци    | 58 507 (34,89%)  | 56 086 (36,06%)  |
| Хиспаноамериканци | 9 225 (5,502%)   | 3 281 (2,109%)   |
| Азијати           | 3 306 (1,972%)   | 2 396 (1,540%)   |
| Остали            | 2 938 (1,752%)   | 2 209 (1,420%)   |

## Партнерски градови
- Гиватаим
- Хам
- Нижњи Тагил